# Anton Niklas Sundberg
Pour les articles homonymes, voir Sundberg.
Anton Niklas Sundberg (27 mai 1818, Uddevalla - 2 février 1900) est un pasteur luthérien et l'archevêque de l'Église de Suède d'Uppsala de 1870 à 1900.

## Biographie
Il obtient un doctorat en philosophie et en théologie à l'Université d'Uppsala en 1842, devient doyen et est ordonné prêtre en 1845. Il entreprend ensuite un voyage à travers l'Europe en 1849-1850. Il est maître de conférences en théologie à l'Université de Lund en 1849 et de 1852 à 1856 professeur de dogmatique et de théologie morale. De 1856 à 1864, il est professeur d'histoire et de symbolisme de l'Église à l'université. En 1861, il est nommé vicaire à Lund avant d'être nommé évêque du diocèse de Karlstad en 1864. En 1870, il devient archevêque d'Uppsala et pro-chancelier de l'université d'Uppsala. Sundberg est membre de l'Académie suédoise à partir de 1874 et de l'Académie royale des sciences de Suède à partir de 1877.